# Maxximus G-Force
Der Maxximus G-Force ist ein von den Amerikanern David McMahan und Marlon Kirby gebauter Supersportwagen, der auf dem Ultima GTR basiert. Aus einem mit zwei Turboladern versehenen 7,0-Liter-V8-Motor von Chevrolet, der in den Ultima eingebaut wurde, holen die Konstrukteure 1177 kW (1600 PS). Das Fahrwerk des Maxximus G-Force wurde für die hohen Anforderungen besonders verstärkt. Ein Team aus zwölf Spezialisten war am Maxximus-G-Force-Projekt beteiligt.
Das Fahrzeug ist straßenzugelassen und beschleunigt in 2,134 Sekunden auf Tempo 96 km/h (60 mph). Bis auf Tempo 160 km/h vergehen 4,5 Sekunden. Für den Sprint von 0–160–0 braucht der Maxximus G-Force 8,8 Sekunden. Der Preis des Maxximus G-Force liegt bei 2,6 Mio. Euro.